# Mamurras
Mamurras (albánsky:Mamurrasi) je malé město s 7 600 obyvateli (2004), ležící v okrese Kurbin v severní části Albánie. Město je vzdáleno 8 km od Středozemního moře.